# ريك ديكر
ريك ديكر (بالهولندية: Rick Dekker)‏ (و. 1995 – م) هو لاعب كرة قدم، من مملكة هولندا.

## روابط خارجية
- ريك ديكر على موقع قاعدة بيانات كرة القدم.إي يو (الإنجليزية)
- ريك ديكر على موقع Soccerway.com (الإنجليزية)
- ريك ديكر على موقع عالم كرة القدم.نت (الإنجليزية)